# Malacocoris chlorizans
Malacocoris chlorizans is een wants uit de familie van de blindwantsen (Miridae). De soort werd het eerst wetenschappelijk beschreven door Georg Wolfgang Franz Panzer in 1794.

## Uiterlijk
De tere, gedeeltelijk transparante wants kan 4 tot 4,5 mm lang worden en de volwassen dieren hebben altijd volledige vleugels, ze zijn macropteer. Het lichaam is van kop tot schildje (scutellum) groengeel tot witgroen van kleur en de vleugels zijn doorzichtig met opvallende groene vlekjes en groene aders. Van de pootjes zijn de dijen lichtgroen en de schenen geel gekleurd. De lichtgele antennes hebben een donkere streep over de lengte, aan de onderkant en het begin van het tweede segment is zwart.

## Leefwijze
De soort overwintert als eitje en in juli komen de volwassen dieren tevoorschijn. Als de omstandigheden goed zijn, zijn er twee generaties per jaar. De wantsen leven dan op diverse loofbomen zoals hazelaar, populier, iep en wilg waar ze naast hun plantaardige dieet ook eten van eitjes, rupsjes en poppen van vlinders.

## Leefgebied
De soort kan in Nederland algemeen gevonden worden op loofbomen bij bosranden en houtwallen. Ze komen verder voor in het palearctisch gebied, in Europa, van het Midden-Oosten, de Kaukasus tot aan Mongolië en de wants is ook geïntroduceerd in Noord-Amerika